# Индустрия Холокоста
«Индустрия Холокоста: размышления на тему эксплуатации еврейских страданий» (англ. The Holocaust Industry: Reflections on the Exploitation of Jewish Suffering) — книга американского политолога Нормана Финкельштейна, вышедшая в 2000 году. В книге, состоящей из трёх глав, автор утверждает, что тема Холокоста используется Израилем и некоторыми еврейскими организациями для получения материальных выгод, а также с идеологическими целями. После выхода книги автор подвергся критике, был обвинён в антисемитизме (несмотря на то что сам Финкельштейн является евреем) и в 2007 году получил отказ в должности постоянного профессора в университете Де Поля.
По мнению Финкельштейна, тема Холокоста была поднята лидерами американских евреев после Шестидневной войны Израиля с арабскими странами в 1967 году. Автор подвергает критике два утверждения: «Холокост — абсолютно уникальное историческое событие» и «Холокост — кульминация иррациональной, вечной ненависти неевреев к евреям». Кроме того, в книге рассматривается вопрос о выплате компенсаций жертвам Холокоста со стороны Германии. В частности, Финкельштейн считает, что часть денежных сумм, которые должны получить выжившие, присваивается некоторыми организациями и используется нецелевым образом. Автор пишет, что «индустрия Холокоста» «умаляет моральное значение мученичества еврейского народа» и вызывает проявления антисемитизма.

## Оценки
Книга получила неоднозначную оценку. Кроме левых публицистов, таких как Ноам Хомский и Александр Кокбёрн, о ней положительно отозвался историк Рауль Хильберг. Однако один из известных исследователей Холокоста историк Омер Бартов назвал книгу Финкельштейна «новой вариацией антисемитской фальшивки, „Протоколов сионских мудрецов“. Она граничит с паранойей и послужит интересам антисемитов во всем мире».
«Индустрия холокоста» была встречена резкой критикой со стороны некоторых других авторов, прежде всего в связи с полемическим стилем изложения и тем, что книга приобрела известную популярность в среде отрицателей Холокоста. В частности, Финкельштейна критиковали политолог Даниэль Пайпс и профессор права Гарвардского университета Алан Дершовиц.

Колумнист газеты «Вашингтон Пост» М. Фишер в 2002 году обвинил самого Финкельштейна в отрицании Холокоста. Так как такое обвинение не было подтверждено документально, по требованию Финкельштейна газета «Вашингтон Пост» принесла публичное извинение за напечатанные слова и опубликовала отказ от них. Сам Финкельштейн заявил, что считает общепринятую историографию Холокоста верной: 
В моей книге нет ни единого слова, которое могло бы быть интерпретировано в качестве отрицания Холокоста. Напротив, я настаиваю на протяжении всей книги, что общепринятый взгляд на нацистский холокост — конвейерные линии, индустриализованное убийство евреев — верен, и что общепринятые цифры убитых (более или менее) верны.

## Издания
- 2000; First published, Verso Books (London) 150 p. Hardcover, ISBN 1-85984-773-0
- 2001; First paperback edition, Verso. ISBN 1-85984-323-9
- 2003; 2 edition, expanded; 286 p., paperback, Verso. ISBN 1-85984-488-X